# Romolo Carboni
Romolo Carboni (Fano, 9 maggio 1911 – Fano, 2 settembre 1999) è stato un arcivescovo cattolico italiano.

## Biografia
Terminati gli studi presso il Seminario regionale della sua città, ordinato sacerdote il 31 marzo 1934, entrò nel servizio diplomatico della Santa Sede il 15 settembre 1937 frequentando i corsi propedeutici alla carriera presso la Pontificia Accademia Ecclesiastica.
Il 28 settembre 1953 fu nominato arcivescovo titolare di Sidone (consacrato il 25 ottobre dello stesso anno),  e delegato apostolico per l'Australia, la Nuova Zelanda e l'Oceania, incarico che mantenne sino al 2 settembre 1959 quando, succedendo all'arcivescovo Egano Righi-Lambertini, assunse l'incarico di nunzio apostolico in Perù.
Dal 26 aprile 1969 fu nunzio apostolico per l'Italia.
Su incarico di papa Giovanni Paolo II, come stabilito sulla costituzione apostolica Ut sit del 28 novembre 1982, il 19 marzo 1983 portò a compimento l'erezione dell'Opus Dei in prelatura personale.
Il 19 aprile 1986, per raggiunti limiti di età lasciò il proprio incarico presso la nunziatura apostolica.
Si spense il 2 settembre 1999 nella sua città natale.

## Genealogia episcopale e successione apostolica
La genealogia episcopale è:
- Cardinale Scipione Rebiba
- Cardinale Giulio Antonio Santori
- Cardinale Girolamo Bernerio, O.P.
- Arcivescovo Galeazzo Sanvitale
- Cardinale Ludovico Ludovisi
- Cardinale Luigi Caetani
- Cardinale Ulderico Carpegna
- Cardinale Paluzzo Paluzzi Altieri degli Albertoni
- Papa Benedetto XIII
- Papa Benedetto XIV
- Papa Clemente XIII
- Cardinale Marcantonio Colonna
- Cardinale Giacinto Sigismondo Gerdil, B.
- Cardinale Giulio Maria della Somaglia
- Cardinale Carlo Odescalchi, S.I.
- Cardinale Costantino Patrizi Naro
- Cardinale Serafino Vannutelli
- Cardinale Domenico Serafini, Cong. Subl. O.S.B.
- Cardinale Pietro Fumasoni Biondi
- Arcivescovo Romolo Carboni

La successione apostolica è:
- Vescovo Jean Baptiste Dieter, S.M. (1954)
- Vescovo John Joseph Rafferty (1955)
- Vescovo Francis John Doyle, M.S.C. (1957)
- Vescovo Ignatius John Doggett, O.F.M. (1957)
- Arcivescovo Daniel Willem Stuyvenberg, S.M. (1959)
- Vescovo John Jobst, S.A.C. (1959)
- Arcivescovo Luis Sánchez-Moreno Lira (1961)
- Vescovo Elías Prado Tello (1964)